# Hoa (Volk)

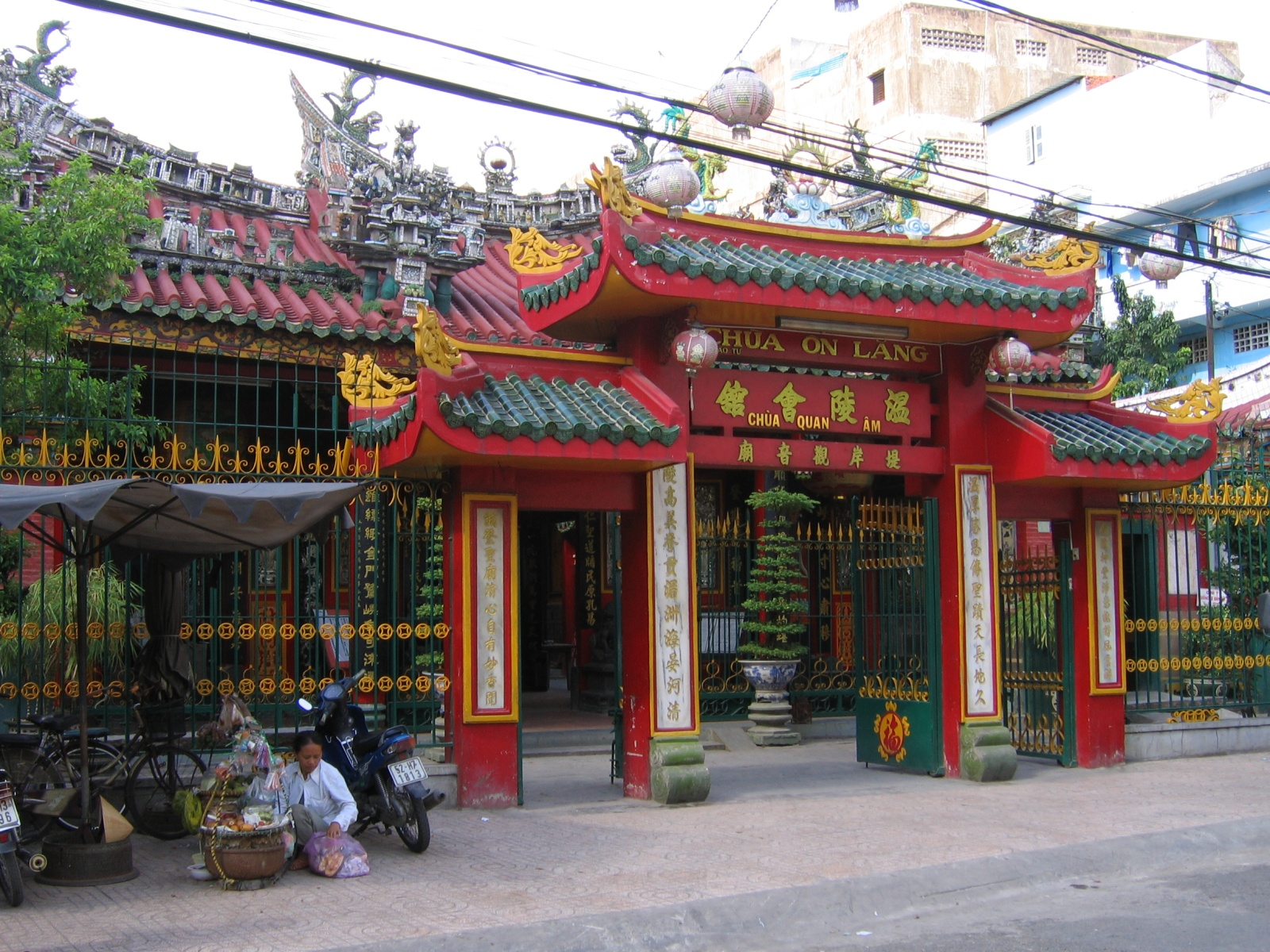
Chinesischer Tempel in Cholon, Ho-Chi-Minh-Stadt

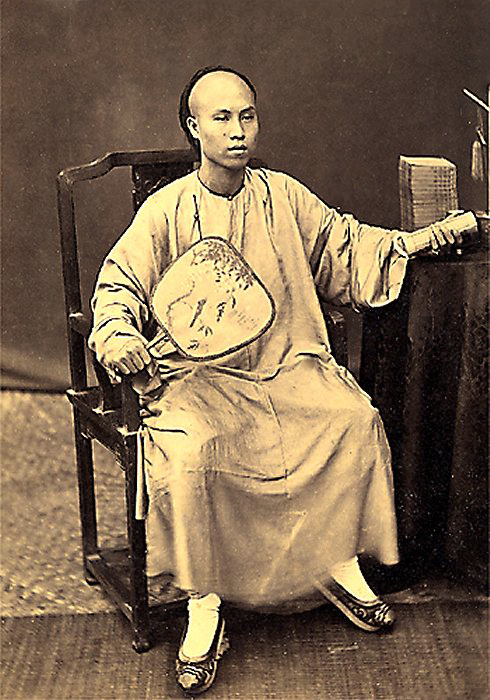
Hoa-Kaufmann (Hanoi, 1885)

Unter den Hoa versteht man eine bedeutende chinesische Minderheit in Vietnam. Die Hoa sind ethnische Han-Chinesen, die zwar schon lange in Vietnam leben, ohne sich allerdings bis heute assimiliert zu haben. Vielmehr leben sie in Abschottung und bleiben traditionell unter sich.
Seit der Unabhängigkeit Vietnams waren immer wieder vereinzelt chinesische Händler und auch Flüchtlinge nach Vietnam gekommen. Mit dem Untergang der Ming-Dynastie in China kam es zu einem verstärkten Zustrom nach Vietnam. Die Chinesen gründeten Chợ Lớn (heute besser bekannt als das Chinatown des 5. Bezirks Ho-Chi-Minh-Stadts (Saigon)) und erschlossen sich das Mekong-Delta. Sie lebten isoliert –, als sogenannte Bang. Im Süden beherrschten die Hoa den Reishandel des Landes. Der südvietnamesische Handel und die Produktion wurden von Hokkien-Chinesen bestimmt. Parallel dazu verschlechterten sich die Beziehungen zu China.
1978 wurde der Lebensnerv der Hoa im Süden Vietnams empfindlich getroffen. Viele von ihnen flüchteten nach China oder als Boatpeople übers Meer. Eine besonders signifikante Zunahme der Bevölkerung der Hoa in Vietnam ist auf die kriegerischen Auseinandersetzungen der Chinesen und Vietnamesen im Jahr 1979 zurückzuführen, da dadurch ein nicht unbeträchtlicher chinesischer Flüchtlingsstrom nach Vietnam erfolgte. Auch die bereits in Vietnam lebende chinesische Diaspora veranlasste ein Ansteigen der Hoa in Vietnam. Diese wurden als „Fünfte Kolonne“, also als heimliche, subversiv tätige oder der Subversion verdächtige Gruppierungen wahrgenommen und bezeichnet, deren Ziel der Umsturz einer bestehenden Ordnung im Interesse einer fremden aggressiven Macht ist. Da andererseits dringend chinesische Arbeitskräfte (vor allem in Ho-Chi-Minh-Stadt (Saigon)) benötigt wurden, ließ man die Hoa gewähren. Seit 1987 vereinfachten verwaltungsrechtliche Liberalisierungen die  Lebensbedingungen der Hoa. Chinesisch wurde an den Schulen wieder zugelassen. Die kleinformatige Textil-, Schuhhandwerk- und Elektronikkleinindustrie blühte auf und damit auch der korrespondierende Handel. Im Jahr 1991 war die chinesische Minderheit auf bis zu 10 % der Stadtbevölkerung angewachsen, die wirtschaftliche Produktivität durch die Hoa sogar um ein Mehrfaches.